# 福壽縣
福寿县（越南语：／）是越南河内市下辖的一个县，面积117平方公里。2016年总人口250000人。

## 地理
福寿县东接丹凤县和怀德县，西接山西市社，南接石室县和国威县，北接永福省安乐县和永祥县。

## 历史
2008年5月29日，河西省并入河内市；福寿县随之划归河内市管辖。
2020年2月11日，锦亭社和春富社合并为春亭社，芳度社和莲沼社合并为莲芳社。
2024年11月14日，越南国会常务委员会通过决议，自2025年1月1日起，寿禄社和淅江社合并为淅禄社，上谷社和龙川社合并为龙上社，云荷社和云南社合并为南荷社。

## 行政区划
福寿县下辖1市镇17社，县莅福寿市镇。
- 福寿市镇（Thị trấn Phúc Thọ）
- 喝门社（Xã Hát Môn）
- 协顺社（Xã Hiệp Thuận）
- 联协社（Xã Liên Hiệp）
- 龙上社（Xã Long Thượng）
- 南荷社（Xã Nam Hà）
- 玉早社（Xã Ngọc Tảo）
- 福和社（Xã Phúc Hòa）
- 凤上社（Xã Phụng Thượng）
- 莲芳社（Xã Sen Phương）
- 三协社（Xã Tam Hiệp）
- 三舜社（Xã Tam Thuấn）
- 清多社（Xã Thanh Đa）
- 淅禄社（Xã Tích Lộc）
- 泽美禄社（Xã Trạch Mỹ Lộc）
- 云福社（Xã Vân Phúc）
- 辋川社（Xã Võng Xuyên）
- 春亭社（Xã Xuân Đình）